# American League of Professional Baseball Clubs

Il logo dell'American League

L'American League of Professional Baseball Clubs, o semplicemente American League (AL), è una delle due top league che, insieme alla più antica National League (NL), forma la Major League Baseball, lega professionistica di baseball statunitense. Chiamata talvolta Junior Circuit deve tale nomignolo al fatto di aver ottenuto il titolo di major league nel 1901, 25 anni dopo la nascita della National League, detta invece Senior Circuit.
I campioni in carica dell'American League sono i New York Yankees, vincitori dell'American League Championship Series 2024 contro i Cleveland Guardians per 4-1. Gli Yankees sono anche la squadra con il maggior numero di vittorie (41).

## Storia

### Prima dell'American League
La diffusione del baseball su gran parte del territorio nordamericano risale alla prima metà dell'800. La leggenda vuole che la prima partita ufficiale sia stata organizzata da un cadetto di West Point, Abner Doubleday a Cooperstown, NY, tra due selezioni locali nel 1839. Ben presto il nuovo sport si diffuse in varie zone degli Stati Uniti e diverse squadre nacquero, sia come associazioni cittadine, sia come compagini universitarie. Il 17 marzo 1871 nacque così la prima lega professionistica americana di baseball, la National Association of Professional Base Ball Players. Da quella data solitamente si fa cominciare la storia della Major League Baseball. Qualche anno più tardi, nel 1876 venne fondata una nuova lega, la National League of Base Ball Clubs, più semplicemente National League, destinata a sostituire la precedente che stava subendo una crisi organizzativa. La National League si impose subito come la lega più potente e prestigiosa, diffusa sull'intero territorio nazionale, garantendosi il titolo di major league. Negli anni che seguirono altre leghe si diffusero a tal punto da imporsi a livello nazionale come la National League: tra queste si ricordano la American Association (AA) e la Union Association. In particolare la prima ottenne presto il titolo di major league cosa che nel 1883 portò ad uno storico accordo con la National League con cui veniva tra le altre cose istituita una serie finale tra le squadre campioni delle due leghe, incontro che ben presto prese il nome di World Series. Nonostante questo la American Association dovette cedere alla migliore organizzazione e al dominio della National League (7 vittorie su 8 alle World Series) e nel 1891 cessò la propria attività.

### La nascita dell'American League
Con la fine dell'attività dell'American Association, la National League rimase l'unica major sull'intero territorio nazionale. Nonostante questo privilegio verso la fine del secolo la lega attraversò un difficile momento economico e si vide costretta a ridimensionare la propria grandezza, introducendo un tetto per gli ingaggi dei giocatori e la riduzione del numero delle squadre da dodici ad otto. Alcune delle squadre più importanti della National League furono perciò escluse dal nuovo campionato, tra cui i forti Baltimore Orioles (da non confondere però con gli attuali, bensì antenati degli attuali New York Yankees). Fu così che Ban Johnson, presidente della Western League, un'importante minor league del Midwest, decise di allargare la propria lega a tutto il territorio nazionale, ospitando le squadre escluse dalla National League e trasformando la Western in American League. Nel 1901 l'American League ottenne così il riconoscimento di major league.
La neonata lega si dimostrò subito una rivale di tutto rispetto per la National League. Prendendo rispettivamente i nomignoli di Junior Circuit e Senior Circuit, le due leghe si affrontarono su diversi fronti, primo fra tutti quello relativo agli ingaggi dei giocatori. L'American League poteva infatti contare su fresche forze economiche, riuscendo ad attirare immediatamente i migliori giocatori della lega rivale ed offrendo subito un campionato di ottimo livello. Nel 1903, per frenare i contrasti, i due presidenti Ban Johnson ed Henry Pullman firmarono uno storico accordo, il National Agreement, in cui tra le altre cose stabilirono che le due leghe potevano entrambe fregiarsi del titolo di major league, che rimanevano ufficialmente separate ma prevedendo regole e leggi comuni e un calendario il più possibile simile. Fu poi deciso che le squadre campioni di entrambe le leghe si sarebbero sfidate in una serie di gare di post-season che presero il nome, già in uso in precedenza per le sfide tra AA e NL, di World Series. Le prime World Series disputate videro contrapporsi i Boston Red Sox dell'American League ed i Pittsburgh Pirates della National League con la vittoria finale di Boston. L'anno successivo la National League fu vinta dai New York Giants il cui proprietario John T. Brush, che qualche anno prima si era opposto allo spostamento dei Baltimore Orioles dell'American League a New York, si rifiutò di far scendere la propria squadra in campo per la serie finale. L'anno successivo i Giants si ripeterono conquistando il titolo della propria lega e scesero regolarmente in campo per le World Series, vincendole contro i Philadelphia Athletics. Il 1904 fu quindi il primo anno in cui le World Series non si svolsero, si fermarono solo in una seconda occasione novant'anni dopo per il lock-out, uno sciopero dei giocatori, nel 1994.
Il primo trasferimento avvenne nel 1902 con i Milwaukee Brewers che traslocarono a Saint Louis diventando i St. Louis Browns. L'American League fu formata dalle stesse otto squadre dal 1902 al 1954, quando i St. Louis Browns si trasferirono a Baltimora e furono ribattezzati Baltimore Orioles. Nel 1955 i Philadelphia Athletics si spostarono a Kansas City, passando poi ad Oakland nel 1968. Nel 1961 i Washington Senators divennero Minnesota Twins.
Nel 1961 la lega si allargò a dieci formazioni per la prima volta nella sua storia quando aderirono i Los Angeles Angels e, come già detto, i Washington Senators. I Los Angeles Angels cambiarono più volte nome fino al 2016, anno in cui riacquisirono la denominazione originale. La seconda franchigia di Washington si spostò al Dallas Fort Worth Metroplex nel 1972 e divennero i Texas Rangers.
Nel 1969 la AL arrivò a dodici squadre con i Kansas City Royals ed i Seattle Pilots. (I Pilots rimasero a Seattle solo un anno prima di spostarsi a Milwaukee e diventare i Milwaukee Brewers).
Nel 1977 entrarono nella AL i Seattle Mariners ed i Toronto Blue Jays. Nel 1998 i Tampa Bay Devil Rays debuttarono come franchigia nella american league, tuttavia a causa del trasferimento (il primo nella storia della MLB) dei Milwaukee Brewers dalla American alla National League le squadre partecipanti rimasero 14, mentre quelle della National League salirono a 16.
Dal 2013 con l'arrivo degli Houston Astros provenienti dalla National League le squadre della AL salirono a 15.

### L'attuale American League
Nel corso degli anni l'American League ha subito, così come la National League, alcune modifiche organizzative, dovute all'incremento delle franchigie e al ridimensionamento della post-season. Nel 1994 la American League è stata divisa in tre division, la East, la Central e la West; la post-season è stata quindi allungata con l'ingresso ai playoffs delle tre vincitrici delle rispettive division più la migliore tra le seconde classificate che viene ammessa alla post-season grazie alla cosiddetta wild card. La squadra vincitrice dell'American League si aggiudica il pennant e ottiene il diritto di sfidare la vincitrice della National League alle World Series.
Dalle originali otto squadre si è passati negli anni a dieci (1961), a dodici (1969) a quattordici (1977) e l'ultima espansione nel 1998 portò una nuova squadra nella lega i Tampa Bay Devil Rays; il numero delle squadre tuttavia rimase invariato a 14 a causa dello trasferimento, a partire dalla stagione stessa, dei Milwaukee Brewers nella National League. Nel 2013 gli Houston Astros passarono alla American League, portando a 15 per ogni lega le squadre partecipanti alla Major League Baseball.

## Team attuali dell'American League
| West               | Central             | East              |
| ------------------ | ------------------- | ----------------- |
| Houston Astros     | Chicago White Sox   | Baltimore Orioles |
| Los Angeles Angels | Cleveland Guardians | Boston Red Sox    |
| Oakland Athletics  | Detroit Tigers      | New York Yankees  |
| Seattle Mariners   | Kansas City Royals  | Tampa Bay Rays    |
| Texas Rangers      | Minnesota Twins     | Toronto Blue Jays |

## Statistiche, date e curiosità
Negli anni l'American League si è dimostrata la più vincente tra le due leghe: al 2017 delle 113 World Series giocate, le squadre dell'AL si sono aggiudicate 65 volte il titolo, perdendolo nelle restanti 48 edizioni.
I New York Yankees, la più titolata squadra del baseball americano con 27 vittorie e un totale di 40 partecipazioni alle World Series, milita nell'American League.
Fino al 1997 le squadre dell'American League incontravano le formazioni della National League solo in caso di partite amichevoli di pre-season o nel caso di scontri alle World Series; da quell'anno una variante dei calendari delle due leghe ha previsto una relativa integrazione dei campionati con l'introduzione degli interleague games, incontri tra le leghe, durante il corso della regular-season. La novità ha scatenato in tutto il paese una serie di critiche, soprattutto tra i tradizionalisti, lobby molto influente nel gioco del baseball.
Nel 1998 è avvenuto il primo spostamento di lega nella MLB moderna per quanto riguarda una franchigia: infatti i Milwaukee Brewers, che l'anno prima avevano inaugurato gli interleague games, si sono spostati ufficialmente dall'American League alla National League, portando il numero di squadre militanti nell'AL a quattordici.
Il logo della lega è rimasto immutato nel corso degli anni e rappresenta un'aquila che tiene nel becco uno stendardo con i colori nazionali statunitensi, il blu, il rosso ed il bianco, e sovrasta una pallina da baseball contornata da una corona blu. L'unica variante all'originale che si è avuta nel corso degli anni è il numero delle stelle nella corona, rappresentanti il numero di squadre militanti nella lega, che attualmente sono quindici.

logo commemorativo del centenario dell'American League, cucito sulle maglie delle quattro squadre fondatrici

4 squadre dell'American League hanno disputato tutti i campionati dal 1901 ad oggi e militano ancora nella loro città di origine e sono i Boston Red Sox, i Chicago White Sox, i Cleveland Guardians e i Detroit Tigers. Durante la stagione 2001, anno del centenario dell'American League fu apposto sulle divise di queste squadre, dette Charter franchises, un particolare logo commemorativo, mentre le altre squadre mantennero sulle loro divise il classico logo della lega.
Numerose sono le rivalità che hanno caratterizzato negli anni la storia dell'American League. Tra queste si ricordano quella tra i Minnesota Twins e gli Oakland Athletics e quella tra i Detroit Tigers ed i Chicago White Sox. Tuttavia la maggiore rivalità che caratterizza l'American League e l'intero baseball americano è quella tra i Boston Red Sox ed i New York Yankees. Nata con la cessione di Babe Ruth e con la nascita della "maledizione del Bambino" la rivalità ha segnato la storia di entrambe le squadre, risultando sempre presente negli anni soprattutto nelle vittorie dei new yorkesi e nelle sconfitte cocenti di Boston. La stessa "inversione della maledizione" avvenuta nel 2004 con la vittoria del pennant dell'AL e poi delle World Series da parte dei Boston Red Sox è avvenuta dopo una incredibile rimonta della squadra di Boston ai danni della franchigia di New York.